# Westwall
Westwall (dansk: Vestvolden, engelsk: Siegfried-line) var en tysk forsvarslinje, som i slutningen af 1930'erne blev opbygget over for den franske Maginot-linje samt langs grænsen mod Belgien og Holland.
Den engelske betegnelse Siegfried-line var i navnets oprindelige betydning en forsvarslinje af forter og kampvognsspærringer bygget af Tyskland i det nordlige Frankrig under 1. verdenskrig. Navnet brugtes briterne også om Westwall.
Westwall var et forsvarssystem, der målte mere end 630 km i længden, med mere end 18.000 bunkers, tunneler og kampvognsfælder. Den gik fra Kleve på grænsen til Holland langs det tidligere tyske kejserriges vestlige grænse til byen Weil am Rhein ved grænsen til Schweiz. Linjen blev bygget på ordre fra Adolf Hitler mellem 1938 og 1940, efter at Nazi-Tyskland i 1936 brød Versailles-traktaten og Locarno-traktaten ved at militarisere Rhinlandet. Westwall havde mere propagandamæssig end strategisk værdi.

## Oprindelsen af ordet "Westwall"
Begrebet Westwall blev anvendt i stigende grad fra slutningen af 1938. Det stammede ikke fra den nationalsocialistiske propaganda, men kom formentlig fra de arbejdere, som deltog i byggeriet. I 2. halvår af 1938 anvendtes officielt stadig begreber som "Schutzwall" (beskyttelsesvold), "Todt-Linie" eller "Limes-Programm", mens militære kredse ønskede navne som "Führer-Linie" eller "Hitler-Linie". Navnet Westwall stod første gang på tryk den 19. november 1938 i en artikel i "NSZ-Rheinfront", som var tilegnet mændene fra Vestvolden (Männern vom Westwall). Hitler brugte første gang navnet offentligt under sin inspektionsrejse til befæstningerne fra 14. til 19. maj 1939. Fra midten af 1939 blev navnet almindeligt brugt, for Hitler udsendte den 20. maj 1939 en Tagesbefehl an die Soldaten und Arbeiter des Westwalls (Dagbefaling til soldaterne og arbejderne på Vestvolden). I officielt sprogbrug anvendtes fortsat de nedenfor beskrevne programmer, hvor der med Limes-Programmet var valgt et dæknavn, som skulle minde om den romerske grænsevold Limes i Germanien.

## Byggeriet 1936 til 1940
Opbygningen af Westwall var langtfra en ensartet proces og blev stærkt påvirket af den politiske ledelse. Det nutidige billede af Westwall er stærkt præget af standardværkerne af Groß (1982) og Bettinger & Büren (1990). Mens Groß som en af de første bearbejdede dette emne videnskabeligt og beskrev byggeriet i Nordrhein-Westfalen, var Bettinger & Büren 10 år senere i stand til at offentliggøre resultater om hele strækningen.
Groß skelner mellem følgende faser:
- Grænsevagt-programmet (Pioner-programmet) for de forreste stillinger fra 1938,
- Limes-programmet, ligeledes fra 1938,
- Aachen-Saar-programmet fra 1939,
- Geldern-Stillingen Brüggen-Kleve fra 1939 og 1940,
- Ludtforsvarszone vest 1938

Bettinger & Büren satte disse faser ind i en bredere kontekst:
- 1936: Efter remilitariseringen af Rhinlandet blev der bygget spredte bunkere:
  - Mellem Mosel og Rhinen ved de vigtigste veje, broer over Saar eller som forberedelse til bygning af senere stillinger.
  - Ved den øvre del af Rhinen blev de vigtigste overgange udstyret med brohoveder af bunkere.
  - Overgangene over Rhinen i Schwarzwald blev udstyret med små støttepunkter med bunkere.
  - Den eneste rigtige fæstning med bunkere opførtes syd for Karlsruhe (Ettlinger Riegel).

- 1937: Planerne for fæstningssystemerne Befestigungen zwischen Mosel und Rhein og Befestigungen am Oberrhein herunder Isteiner Klotz omfatter indarbejdning af tre befæstningskoncepter. De historiske indfaldsveje gennem Rhindalen vest for Karlsruhe (den såkaldte Weißenburger Senke) og gennem Moseldalen ved Trier skulle blokeres, men det ville tage år at nå så vidt. I mellemtiden blev der påbegyndt fæstningslinjer ved udbygning af stillinger. Fremskudte befæstningslinjer som blokering langs Saar og i nærheden af grænsen i Pfalz etableres kun som midlertidig beskyttelse af de stillinger, som skal bygges længere tilbage fra grænsen.

- 1938: Et tredje fæstningssystem – Befestigungen Niederrhein und Eifel skal forlænge kæden af befæstningsanlæg, så de når til Belgiens nordgrænse mod Holland. Groß (1982) kaldte denne forlængelse for Pionierbauprogramm 1938.

Fra maj 1938 skete der en drastisk ændring af de oprindelige planer, som herefter kun omfattede byggeri af fæstningslinjer ved udbygning af stillinger under navnet Limesprogrammet. Hertil kom, at bunkere blev standardiseret til Regelbauten så de hurtigere kunne bygges af Organisation Todt, som nu blev indsat. Årsagen til denne ændring og optrapningen af hastigheden i byggeriet var Tjekkoslovakiets delvise mobilisering som følge af den aggressive tyske udenrigspolitik og risikoen for at Frankrig ville stille sig på Tjekkoslovakiets side i en militærkonflikt.
Parallelt hermed byggede Luftwaffe LVZ-West bag Westwall mellem Mosel og Rhinen i form af en kæde af luftforsvarsstillinger med egne bunkers.
I oktober 1938 bekendtgjorde Hitler at byerne Aachen og Saarbrücken skulle beskyttes bedre og forlangte, at de fremskudte forsvarslinjer der blev udbygget til egentlige forsvarsstillinger. Dette skridt blev kendt som Aachen-Saar-Programm og bliver ofte blandet sammen med indførelsen af nye standardiserede bunkertyper i februar 1939, som især fandt anvendelse i disse nye forsvarsstillinger.
- 1939: Byggeriet af bunkerne i Limesprogrammet er langtfra afsluttet da det besluttes at udvide de stillinger, som fortsat er under opbygning, med nye standardbunkers. Desuden forlænges LVZ-West mod nord til Mönchengladbach og mod syd til Bodensee. Efter krigsudbruddet bliver der endda påbegyndt nye stillinger:
  - Geldernstillingen, som indeholdt en forlængelse mod nord til Rhinen.
  - Orscholzriegel mellem Westwall ved Mettlach og Luxembourg.
  - Spichern-Stillingen på højdedragene syd for Saarbrücken, delvis på fransk område.

- 1940: Byggeriet drosles ned og bliver indstillet efter Slaget om Frankrig.

- 1944: Den nye trussel mod den tyske vestgrænse fører til at befæstningerne igen tages i brug – også selv om de mange steder er forældede. Byggeri af moderne bunkere kan kun gennemføres i beskedent omfang.

## Konsekvenser af byggeriet
Alle disse programmer blev gennemført med højeste prioritet og under anvendelse af alle til rådighed stående ressourcer. 20% af Tysklands produktion af cement (8 mio. tons) og 5% af stålproduktionen (1,2 mio. tons) blev anvendt til Westwall. Da der i forvejen var knaphed på råstoffer, og da der skulle bruges særdeles mange arbejdere til byggeriet blev såvel det offentlige som det private byggeri lammet, trods stor efterspørgslen efter boliger. Tyskland manglede ca. 1,5 mio. lejligheder.
Byggeriet havde også afledte virkninger på landbruget. For at få plads til Westwall blev omkring 5.600 gårde eksproprieret med et jordtilliggende på 120.000 ha og ca. 30.000 måtte flytte væk mellem 1937 og 1939, hvilket sammen med andre af Wehrmachts byggerier betød en ikke ubetydelig formindskelse af landbrugsjorden.

## Omkostninger
Byggeriet af Westwall kostede knap 3,5 mia. Reichsmark (til sammenligning havde det tyske rige i 1933 samlede civile udgifter på 6,2 mia. RM). Da andre offentlige udgifter samtidig var steget, blev rigets finanser fuldstændig overbelastet, så Tyskland i 1938 stod over for bankerot. Den klart stigende inflation kunne også spores tilbage til byggeriet af Westwall. Gennem høje timetal, talrige tillæg og fortsat behov for arbejdskraft blev den nationale lønstruktur alvorligt forstyrret. Fx kunne landarbejdere, som blev indsat i byggeriet af Westwall, tjene en tre gange højere timeløn. Det tyske økonomiministerium kritiserede en sådan ødsel overbetaling, som havde en størrelsesorden af flere hundrede millioner RM.

## Eksempler på standard bunkers
I starten af de forskellige programmer blev der lavet standardkonstruktioner ved tegnebrættet, og de blev herefter fremstillet i op til tusindvis af gange efter det foregivne skema.

### Pionerprogrammet
I Pionerprogrammet blev der i første omgang opført små bunkers med tre frontalt placerede skydeskår. Væggene var kun 30 cm tykke, og disse bunkere var ikke sikret mod giftgas. Soldaterne havde ingen senge og måtte nøjes med hængekøjer. På udsatte steder blev lignende anlæg udstyret med panserkupler. Disse bunkers blev allerede ved bygningen betragtet som forældede og gav i bedste fald beskyttelse mod bombe- og granatsplinter. Byggeprogrammet blev gennemført af Grenzwacht, en lille militær troppeenhed, som blev oprettet umiddelbart efter genbesættelsen af Rhinlandet. Disse anlæg blev opført i nærheden af grænsen.

### Limesprogrammet
Mere massivt udformet var anlæggene i Limesprogrammet i 1938. De havde 1,5 meter tykke vægge og lofter, hvilket imidlertid allerede under opførelsen viste sig helt utilstrækkeligt. Af Regelbau 10 blev der i alt opført 3.471 langs hele Westwall. De indeholdt et opholds- og beskyttelsesrum til 10-12 mand med indgang og en bagudvendt trappeskakt samt et 50 cm højere placeret kampplads med separat indgang og et frontalt og et flankerende skydeskår til et maskingevær. Yderligere skydeskår var til skydning med geværer. Hele anlægget var som følge af erfaringerne fra 1. verdenskrig sikret mod giftgas. Bunkeren kunne opvarmes med en gassikret ovn, og skorstenen var udstyret med et massivt gitter. Alle soldater havde en sovested og en taburet. Den kommanderende officer fik en stol. Pladsen var yderst trang. Der var ca. 1 m² plads til hver soldat i bunkeren. I de tilbageværende bunkere ses skilte hvormed mandskabet blev forberedt på deres opgaver: "Achtung, Feind hört mit!" (Giv agt! Fjenden lytter med) eller: "Licht machen nur bei geschlossener Scharte!" (Tænd kun lys når skydeskåret er lukket). Limesprogrammet var baseret på en ordre fra Adolf Hitler om at forstærke befæstningen af den tyske vestgrænse.

### Aachen-Saar-programmet
En lige så typisk bunker var den dobbelte maskingevær-bunker af Type 107 og standardbygningen af Type 106a (maskingeværbunker med plads til maskingeværgruppe) i Aachen-Saar-Programmet, der havde betonvægge på 2-3,5 meters tykkelse. I disse bunkere manglede frontale skydeskår. De var placeret i siden. Der blev kun i undtagelsestilfælde lavet frontale skydeskår, og kun med et massivt panser. Det ændrede bunkerkoncept var baseret på erfaringerne fra de tidligere opførte standardbunkere. Pladsen blev udvidet, så der var mellem 1,3-1,4 m² pr. soldat. Manglen på plads til forplejning og ammunition i de tidligere programmer blev overvundet idet der blev bygget særlige rum til levnedsmidler og ammunition. Det program, som var blevet vedtaget den 9. oktober 1938 og iværksat i begyndelsen af 1939 indeholdt byerne Aachen og Saarbrücken på grund af deres økonomiske betydning. De lå i første omgang vest for forsvarslinjen i Limesprogrammet.
I Saarland opførtes i denne sammenhæng den såkaldte Saarufer-Stellung, hvorved hovedkamplinjen blev flyttet frem fra Hilgenbachstillingen til Saar-floden. Hermed blev Hilgenbachstillingen på strækningen fra Beckingen til Saarbrücken til en 2. linje.

### Luftforsvarszone vest
I 1938 begyndte Luftwaffe at planlægge en luftforsvarszone, som fik navnet Luftschutzzone West. Den skulle bestå af 60 lette og tunge flakbatterier og strække sig fra Jülich til Speyer. Et tyngdepunkt skulle placeres mellem Mosel og Rhinen. De første byggearbejder blev indledt i nærheden af det tyngdepunkt. Den 12. november 1938 blev det pr. dekret besluttet at udvide flakzonen, som nu kaldtes Luftverteidigungszone West. Begyndelsen af dette byggeri blev fastsat til 1. marts 1939.
Luftverteidigungszone West (LVZ-West) forløb parallelt øst for de overfor beskrevne linjer. Afstanden mellem LVZ-West og hovedkamplinjen var omkring 40 km. LVZ-West bestod i hovedsagen af betonstillinger til luftforsvar. De der placerede våben skulle tvinge fjendens fly op i højere luftlag hvorved brændstofforbruget øgedes og rækkevidden formindskedes. De anvendte standardbunkere mindede meget om dem fra Limesprogrammet, som blev indledt samtidig, og blev fortsat anvendt efter at hæren fra 1939 skiftede over til mere moderne standardbunkere.
Til nærforsvar indeholdt de nogle bunkere til maskingeværer, mandskab eller panserværn. Kun mellem Mosel og Rhinen var flakstillingerne placeret i en egentlig stilling med standardbunkere til forsvar mod angreb på jorden.
LVZ-West blev aldrig færdigbygget. Det var umuligt at udstyre en over 600 km lang zone med tilstrækkelige flakkanoner. Frem til 1. marts 1940 blev der i LVZ-West fra Düren til Basel bygget 1.544 anlæg. Efter det vellykkede angreb på Frankrig blev også LVZ-West omfattet af afmonteringen af Westwall-anlæggene.
I begyndelsen af slaget om Frankrig benyttede Adolf Hitler en forud ombygget LVZ-stilling i Münstereifel-Rodert, Felsennest.

### Geldern-stillingen
Geldern-stillingen forlængede Westwall til Kleve ved Rhinens nedre løb og blev først bygget efter 2. verdenskrigs udbrud. Oprindelig sluttede Westwall i nord i nærheden af Brüggen i Kreis Viersen. Der blev i første række opført ubevæbnede bunkers af massiv karakter. Disse standardbunkers af type 102V blev af camouflageårsager som regel opført i nærheden af landbrugsejendomme. De dobbelte maskingeværbunkers, som ligeledes opførtes her er alle blevet fjernet.

### Kampvognsspærringer
Desuden blev der bygget kampvognsspærringer langs mange kilometer af Westwall. Disse spærringer blev på grund af udformningen også kaldet Höckerlinie (pukkellinje) eller Drachenzähne (dragetænder). Puklerne af jernbeton står i flere rækker på et fælles fundament. I reglen kan man se to typer forhindringer: Forhindringen af type 1938 med fire tænder som begynder foran og fortsætter bagud og type 1939 med fem af disse tænder. Der blev imidlertid også bygget mange uregelmæssige pukkellinjer. I det omfang områdets topografi tillod det, blev der i stedet for kampvognsspærringer udgravet voldgrave. Sådanne anlæg findes nord for Aachen ved Geilenkirchen.
Ligeledes findes der også i nærheden af Geilenkirchen rester af en kampvognsspærring, som er opført af materialer fra den tjekkiske vold. Det drejer sig her om to gennemgående sveller af jernbeton i ca. 1 meters højde, som med uregelmæssige mellemrum er påmonteret to modsatrettede U-profiler. Mellemrummet mellem de to ca. 2 meter høje stålprofiler blev udfyldt med beton.
Efter krigen blev ståldragerne skrottet med skærebrænder. Svellerne findes stadig.

### Arbejdsbetingelserne under byggeriet
Byggeriet i pionerprogrammet blev fortrinsvis gennemført af private firmaer, men derimod kunne de private firmaer ikke fremskaffe tilstrækkelig arbejdskraft til de følgende programmer. Dette hul blev udfyldt af Organisation Todt, som blev opkaldt efter grundlæggeren Fritz Todt. Ved at udnytte de indkaldte til arbejdstjeneste den 22. juni 1938 af Hermann Göring, som var ansvarlig for den tyske fireårsplan, var der til tider op mod ½ mio. mand beskæftiget med byggeriet af Westwall. De blev udkommanderet med meget kort varsel, ofte under 24 timer. Forplejning og indkvartering blev organiseret af Deutsche Arbeitsfront, som måtte kæmpe med store logistiske problemer. Til indkvartering anvendtes ikke kun barakker, som var opført til formålet, men også gymnastikhaller, private huse og danserestauranter. Det førte til alvorlige problemer med hygiejnen på grund af mangel på sanitære indretninger.
Transporten af arbejdere fra hele Tyskland til byggeriet og af de nødvendige materialer blev udført af Deutsche Reichsbahn, som kunne benytte sig af et veludbygget net af strategiske jernbaner ved rigets vestgrænse, som var blevet anlagt før 1. verdenskrig.
Arbejdsbetingelserne på byggepladserne var yderst ringe. Der forekom ofte ulykker, da det var nødvendigt at flytte og montere op til 60 ton tunge panserdele med simple hjælpemidler. Ved op til 36-timers skift ved støbning af bunkere, uden ferie og med syv arbejdsdage om ugen blev arbejderne udnyttet til det yderste. Den gennemsnitlige arbejdstid var 10–12 timer og overarbejde var obligatorisk.
Som følge af de hårde arbejdsbetingelser, utilstrækkelig forsyninger, tvungen adskillelse fra familien og stadige forlængelser af den egentlig tidsbegrænsede arbejdspligt forsøgte mange at undslippe ved at holde lænere ferier eller ved regulær flugt. Det førte også til kollektive strejker. I Saarland nedlagde over 1.000 arbejdere i 1938 arbejdet og forlangte bedre løn og forplejning, hvilket de også fik. En ny strejkebølge førte til, at de i juni 1939 indførte lønreduktioner blev fjernet. Fra krigsudbruddet blev der fra regeringen ført en klar sanktionspolitik. Efter anmodning fra Fritz Todt indrettede SS specielle lejre og politiet fængselslejre til samarbejdsvanskelige arbejdere. Fra disse lejre blev arbejderne kørt til arbejde og modtog "ideologisk undervisning". SS speciallejren Hinzert blev efter erobringen af Frankrig indrettet til gennemgangslejr for deporterede jøder og andre fanger og blev i 1945 direkte underlagt koncentrationslejren Buchenwald. Todt var af den opfattelse, at det var disse lejre, som havde gjort det muligt at gennemføre byggeriet af Westwall.

### Pansring og våben
Industrien kunne ikke levere den nødvendige pansring og de nødvendige våben til de mange nye bunkere, hverken i kvantitet eller kvalitet. Den militære værdi af anlæggene var derfor ikke særlig høj. Af panserdele kan nævnes skydeskår og låger hertil samt panserkupler til kanoner og maskingeværer der skulle kunne drejes 360°. Med hensyn til legeringsmetaller – fortrinsvis nikkel og molybdæn var man afhængig af leverancer fra udlandet, hvilket førte til at man enten undlod at indbygge panserdele eller fremstillede dem af panserstål af ringere kvalitet. Disse mangler kunne ses selv på officielle billeder
Desuden var bunkerne dimensioneret til skyts, som allerede i de første krigsår viste sig at være for småt, og som derfor igen blev afmonteret. De nødvendige våben af stor kaliber kunne imidlertid ikke bygges ind i de eksisterende bunkere.

## Westwalls rolle i begyndelsen af krigen
Trods den franske krigserklæring mod Tyskland i 2. verdenskrig kom det i begyndelsen ikke til større kampe ved Westwall. I stedet valgte begge sider at holde sig i defensiven og ikke angribe modstanderen. Efter slaget om Frankrig blev alle mobile våben fjernet fra Westwall og anvendt andre steder. De dele, som var af beton lod man stå, hvorved anlægget i løbet af kort tid blev aldeles ubrugelig til forsvar. I stedet anvendte man de opstillede bunkere som lagerrum, fx til landbrugsredskaber. Også andre dele af indretningen, som der ikke længere var brug for som senge, blev fjernet fra bunkerne og overført til de nye beskyttelsesrum for civilbefolkningen. Som følge af deres oprindelse blev sengene ofte kaldt "Westwall-Betten".

## Reaktivering af Westwall 1944
Der opstod en ny situation efter invasionen i Normandiet den 6. juni 1944, hvor krigen på Vestfronten igen blussede op i fuldt omfang. Den 24. august 1944 udstedte Adolf Hitler en førerbefaling om fornyet udbygning af Westwall. 20.000 tvangsarbejdere og medlemmer af Reichsarbeitsdienst(RAD) forsøgte med improviserede midler at genoprette forsvarsberedskabet. Det mislykkedes på grund af de allieredes luftoverlegenhed. Allerede under dette arbejde viste det sig, at de opførte bunkers på ingen måde kunne modstå de nye panserbrydende våben. Den lokale befolkning blev også indsat i arbejdet, mest med at udgrave kampvognsspærringer. Samtidig med reaktiveringen af den egentlige Westwall blev der også opført små cirkelformede stillinger, såkaldte "Tobruks", langs grænserne til de besatte lande. Disse stillinger var stort set skydeskår for enkelte soldater og de kom til indsats i Maas-Rur-stillingen.

## Kampe ved Westwall
Allerede de allieredes Operation Market Garden i september 1944 må ses i sammenhæng med Westwall. Under denne operation forsøgte den allierede overkommando SHAEF at skaffe sig brohoveder over Rhinen i Holland for at omgå den tyske forsvarslinje mod nord. Dette slog imidlertid fejl på grund af hårdnakket tysk modstand.
I oktober 1944 kom det til de første kampe ved dem Westwall. Heftigst ved |Hürtgenskoven i den nordlige del af Eifel, ca. 20 km sydvest for Aachen. I det uoverskuelige og skovrige område døde frem til februar 1945 12.000 tyske og ca. 32.000 amerikanske soldater under Slaget om Hürtgenskoven.
Længere nordpå lykkedes det i oktober 1944 for amerikanske tropper under slaget om Aachen at trænge gennem den første forsvarslinje i Westwall og erobre Aachen, der blev den første større tyske by, der blev indtaget. Gennembruddet i området ved Aachen førte til et gennembrud af den anden forsvarslinje i Westwall over en bredde på 40 km, og fronten blev under Operation Queen i november og begyndelsen af december skubbet østpå til floden Rur. Det lykkedes ikke at trænge over floden, i stedet kom det i flere måneder til svære kampe ved floden.
I december 1944 indledtes længere sydpå mellem Monschau det luxembourgsle Echternach den tyske ardenneroffensiv, som udgik fra Westwall. Det var det sidste tyske forsøg på at vende krigslykken på Vestfronten. Offensiven kostede store tab, men fik ingen betydning for krigens resultat.
Også andre steder blev der kæmpet hårdt: Besætningerne i mange bunkere ydede modstand af angst for de tyske standretter. Mange tyske soldater betalte med livet, da de forældede bunkere ikke ydede tilstrækkelig beskyttelse mod fjendens våben.
I foråret 1945 faldt de sidste bunkere ved Saar og Hunsrück , kæden ved Osburg-Neuhaus.

## Den propagandamæssige værdi af Westwall
Byggeriet af Westwall blev af den tyske propaganda fremstillet som et uindtageligt bolværk, mod omverdenen og mod landets egen befolkning. Riget truedes udefra og byggede derfor en rent defensiv forsvarslinje, hvilket skulle berolige nabolandene. Denne strategi var yderst vellykket både i begyndelsen og i slutningen af krigen. I begyndelsen af krigen blev fjenden stående i sine egne befæstninger og Westwall var i deres øjne ikke kun en reel, men også en psykologisk grænse.
Til gengæld blev Westwall, især under betegnelsen "Siegfried-linjen" genstand for parodier i soldatersange på begge sider.

## Efterkrigstiden
I efterkrigstiden blev mange af anlæggene i Westwall sløjfet ved bortsprængning. Under dette arbejde og ved rydningen af de mange minefelter mistede en del mennesker livet.
I Nordrhein-Westfalen findes er der ca. 30 bunkere tilbage. Langt hovedparten af de øvrige er bortsprængt eller dækket med jord. Af kampvognsspærringerne er der imidlertid stadig mange at se: i Eifel kilometerlange rækker. Der findes Westwallmuseum Irrel. I øjeblikket forsøger man at få fredet resterne af Westwall, da det er den eneste måde denne del af historien kan dokumenteres for kommende generationer. Imidlertid bruges der stadig offentlige midler til at fjerne resterne af Westwall. Da disse bunkere fra forgangne krige nu hører ind under arkæologernes område, blev der i Nordrhein-Westfalen gennemført arkæologiske undersøgelser hver gang et stykke af Westwall må vige pladsen – fx ved vejudvidelser. Disse udgravninger kan ganske vist ikke forhindre ødelæggelsen af disse afsnit, men tilføjer ny videnskabelig viden om disse anlæg.
I Rheinland-Pfalz er alle bevarede dele af Westwall fredet – uanset om de bevaret uskadt eller er helt eller delvis ødelagte.

### På tysk
- Foreningen "WIG- die WESTWALL InteressenGemeinschaft" præsenterer sig Foreningens primære formål er fredning, bevaring og dokumentation af anlæggene og restaurering af anlæggene i Saarland
- Der Westwall bei Deep Darkness – Bilder und Berichte
- Das Westwallmuseum Bad-Bergzabern
- Westwallmuseum bei Pirmasens
- Panzerwerk Katzenkopf in Irrel
- Westwallmuseum Sinz
- Memorandum fra BUND om den økologiske værdi af Westwall Arkiveret 27. september 2010 hos  Wayback Machine
- Westwallinfo Arkiveret 16. oktober 2011 hos  Wayback Machine
- Westwall i Saarland
- Grüner Wall im Westen
- Projekt Grüner Wall im Westen Rheinland-Pfalz Arkiveret 26. januar 2011 hos  Wayback Machine
- Die Westwallbunker von 1997 bis 2002. Arkiveret 20. februar 2011 hos  Wayback Machine Westwall på jinxed
- Westwall-Forum
- Billeder af Westwall-anlæg i Saarland  Arkiveret 5. februar 2012 hos  Wayback Machine
- Nachrichtliches Verzeichnis der Kulturdenkmäler Rheinland-Pfalz: Strecken- und Flächendenkmäler, Westwall und Luftverteidigungszone West (Webside ikke længere tilgængelig) tilgænglig i PDF fra Generaldirektion Kulturelles Erbe Rheinland-Pfalz
- Westwallinformationer fra området ved Saarlautern på RODENA Heimatkunde-Verein Roden e. V.

### På dansk
- Siegfriedlinien (Webside ikke længere tilgængelig)